# Глен Райс
Глен Ентоні Райс (старший) (англ. Glen Anthony Rice, Sr., нар. 28 травня 1967, Джексонвіль, США) — американський професійний баскетболіст, що грав на позиції легкого форварда за низку команд НБА. Чемпіон НБА 2000 року. По завершенню спортивної кар'єри став власником компанії G-Force Fights, яка спеціалізується в організації боїв MMA. Батько Глена Райса молодшого.

## Ігрова кар'єра
Починав грати в баскетбол у команді Флінтської північно-західної старшої школи (Флінт, Мічиган). На університетському рівні грав за команду Мічиганського університету (1985–1989). 1989 року привів Мічиган до чемпіонства NCAA, ставши найвидатнішим гравцем турніру того року. Після чотирьох років проведених в університеті, став найрезультативнішим гравцем у його історії (2,442 очки).
1989 року був обраний у першому раунді драфту НБА під загальним 4-м номером командою «Маямі Гіт». Незважаючи на те, що Райс був новачком у НБА, на нього покладали великі сподівання в команді, так як самі «Гіт» лише рік перед тим з'явились у лізі. В першому своєму сезоні набирав 13,6 очок за матч, проте вже в наступному — 17,4, влучивши найбільшу кількість триочкових кидків (71).
У сезоні 1991—1992 став найрезультативнішим гравцем команди з 22,3 очками за гру. Команда вперше пробилася до плей-оф, де, щоправда всуху програла серію першого раунду «Чикаго Буллз» на чолі з Майклом Джорданом. 
У сезоні 1993—1994 набирав в середньому 21,1 очко та допоміг команді здобути першому перемогу у плей-оф над «Атланта Гокс». Проте в напруженій боротьбі «Гіт» знову не пройшли перший раунд плей-оф. 
Наступного сезону набирав 22,3 очки за гру. Взимку 1995 року виграв конкурс триочкових кидків, обігравши Реджі Міллера. Згодом провів свій найрезультативніший матч у кар'єрі, набравши 56 очок у матчі проти «Орландо Меджик». 
1995 року разом з Меттом Гейгером був обміняний до «Шарлотт Горнетс» на Алонзо Морнінга. У новій команді Райс та Ларрі Джонсон стали лідерами атак. 1996 року був включений до складу Сходу на Матч всіх зірок. 
В наступному сезоні, до «Шарлотт» прийшов новий тренер Дейв Кауенс та кілька нових гравців, серед яких Владе Дівац та Ентоні Мейсон. Команда також позбулася Джонсона. Після цього Райс заграв на рівні найкращих гравців НБА, набираючи 26,8 очок, що було третім результатом у лізі. Знову був включений до матчу всіх зірок, де став найціннішим гравцем. «Горнетс» пробилися до плей-оф, де програли у першому раунді «Нью-Йорк Нікс».
Наступного року знову брав участь у Матчі всіх зірок та пробився з командою до плей-оф. У першому раунді «Горнетс» обіграли «Атланта Гокс», проте в другому поступилися «Чикаго Буллз». 
10 березня 1999 року був обміняний до «Лос-Анджелес Лейкерс», у складі яких провів наступний сезон своєї кар'єри. Команда з новим тренером Філом Джексоном спочатку виграла Західну конференцію, а потім і чемпіонат НБА. Райс відіграв у старті 80 матчів, в яких набирав 15,9 очок, будучи третьою опцією в атаці після Шакіла О'Ніла та Кобі Браянта.
2000 року перейшов до складу «Нью-Йорк Нікс», де йому відводилась роль шостого номера команди. Провів 72 гри у сезоні, за які встигав набирати 12 очок. 
2001 року перейшов до складу «Х'юстон Рокетс» в обмін на Шендона Андерсона. Першочергово йому відводилась роль стартера у молодій команді, проте перший сезон у Х'юстоні він більше боровся з травмами. Наступного року зіграв у 62 матчах, 26 з яких були у старті та, в яких набирав 9 очок. 
2003 року був обміняний до «Юта Джаз», однак контракт з командою так і не підписав. Натомість це зробив з «Лос-Анджелес Кліпперс», до складу яких він приєднався 2003 року. Проте посеред сезону травма коліна поставила хрест на подальшій кар'єрі та змусила її завершити. У складі «Кліпперс» встиг забити своє 18,000 очко у кар'єрі.

## Арешт
11 січня 2008 року Райс був заарештований в Маямі за підозрою у нанесенні тілесних ушкоджень. Поліція стверджувала, що він побив чоловіка, якого знайшов у шафі колишньої дружини. Райс сам здався поліції та був звільнений після сплати штрафу 5 тисяч доларів. Згодом обвинувачення потерпілого були зняті.

## Особисте життя
У Глена Райса є шестеро дітей — Глен Райс (молодший) (1991), Джі'мітрі Райс (1992), Бріанна Райс (1999), Джанкарло Райс (2001), Джованні Райс (2004) та Белла Райс (2010). Старший син теж баскетболіст, його було обрано під 35-м загальним піком на драфті 2013.